# Tibetaanse Vrouwenverbond
Het Tibetaanse Vrouwenverbond (Tibetan Women's Association) is een verbond van Tibetaanse vrouwen in ballingschap, dat werd opgericht in 1984 in McLeod Ganj bij Dharamsala, India, onder de bescherming van Tenzin Gyatso, de huidige dalai lama.
Het verbond telt 13.000 leden van de in totaal 150.000 in ballingschap levende Tibetanen. Het telt 47 onderafdelingen verdeeld over meerdere landen in de wereld.
Het stelt zich ten doel de bewustwording van de Tibetaanse zaak internationaal te verspreiden via de internationale vrouwennetwerken en onderneemt verder een verscheidenheid aan sociale en educatieve activiteiten.